# Vilém Železná paže
Vilém z Hauteville neboli Vilém Železná paže (před 1010 Hauteville-la-Guichard – 1045/1046 Apulie) byl normanský dobrodruh a žoldnéř, nejstarší z 12 synů Tankreda z Hauteville. Od 30. let 11. století bojoval v jižní Itálii a stal se hrabětem z Apulie.

## Životopis
Vilém a jeho bratři Drogo a Humphrey se kolem roku 1035 zapojili do bojů v jižní Itálii na základě výzvy hraběte z Aversy Rainulfa Drengota, bývalého normanského žoldnéře najatého Byzantinci, který žádal o vojenskou pomoc.
V roce 1038 se Vilém z Hauteville nacházel na velitelské pozici ve službách salernského knížete Gaimara IV., který poskytl svou normanskou jednotku o síle tří set mužů byzantskému generálovi Georgiovi Maniakasovi jako posilu pro jeho tažení proti Arabům na Sicílii. Během obléhání muslimy okupovaných Syrakus Vilém zabil zdejšího vojenského velitele či místodržícího, což mu vyneslo přezdívku „železná paže“. Maniakes byl poté odvolán do Konstantinopole a nový italský katepan Michael Dokeianos jmenoval Normana Arduina velitelem Melfi; Arduin se však se svými vojáky vzbouřil a obsadil město. Vůdcem povstání se stal Atenulf, bratr knížete beneventského, a později byl nahrazen Argyrem z Bari; oba dva ale byli podplaceni Byzantinci.
Roku 1042 byl za nového vůdce vybrán Vilém Železná paže, který byl zároveň prohlášen za hraběte z Apulie. Normané ve svém postavení nutně potřebovali politickou podporu od některého významnějšího šlechtice, a z tohoto důvodu se Vilém oženil s Guidou, dcerou sorrentského vévody a neteří knížete Gaimara, který uznal Normany za své „syny“ a jejich elitě formálně daroval léna na dobytém území – Vilém vlastnil Ascoli a Drogo Venosu. Na oplátku byl kníže titulován jako vévoda Apulie a Kalábrie.
Vilém, který se stal jedním z nejmocnějších lidí v jižní Itálii, se spojil s Gaimarem a v roce 1044 společně uskutečnili vojenskou výpravu do severní Kalábrie. Po Vilémově smrti v roce 1045 či 1046 byl jeho dědic a bratr Drogo titulován jako Hrabě Normanů v Apulii a Kalábrii.
Pozůstatky Viléma z Hauteville se nachází v Opatství Nejsvětější Trojice v italské Venose.